# King Of Rock'N Roll
《King Of Rock'N Roll》은 1987년 8월 20일, 서라벌레코드를 통해 발매된 대한민국의 헤비 메탈 밴드 백두산의 두 번째 정규 음반이다.

## 배경
1980년대 중반, 대한민국에서 록 음악은 여전히 제도적, 사회적 제약이 강한 장르였다. 전두환 정권 하에서 대중문화 검열이 심화된 가운데, 록 음악은 '퇴폐적'이라는 낙인을 피해가야 했다. 이러한 시기에도 부활, 시나위 등과 함께 백두산은 국내 메탈 신의 선봉장 역할을 하며 대중적 돌파를 시도하였다.
백두산은 1986년 데뷔작 《Too Fast! Too Loud! Too Heavy!》를 통해 강한 인상을 남겼고, 이듬해인 1987년 《King Of Rock'N Roll》을 발표하며 음악성과 완성도 면에서 급격한 진화를 보였다. 이 음반은 그들의 본격적인 '헤비 메탈 선언'이자, 정통 메탈 사운드를 지향한 대표작으로 평가받는다.
특히 A면 수록곡 전곡이 영어 가사로 구성되어 있으며, 이는 당시 한국 록 음반으로는 드문 구성이다. 이는 해외 진출을 염두에 둔 시도였으며, 일본의 헤비 메탈 전문지 《BURRN!》에 소개되기도 했다. 백두산은 당시 일본 공연을 추진하기도 했으며, 이는 밴드가 단순한 국내 활동을 넘어서 아시아 시장 진출을 꿈꿨음을 보여준다.
B면은 한국어 가사 중심의 곡들로 구성되어 있으며, 헤비 메탈뿐만 아니라 발라드, 하드 록, 블루스 록 등 다양한 장르적 접근이 혼합되어 있다. 이러한 구성은 대중성과 음악적 정체성을 함께 포섭하려는 의도를 보여준다.

## 제작 및 참여
이 음반은 유현상이 직접 프로듀싱하였고, 기타리스트 김도균이 대부분의 곡을 작곡하였다. 원년 베이시스트 김창식은 이 음반에 참여하지 않았으며, 대신 김주현이 베이스를 맡았다. 드럼은 한춘근이 연주하였다. 음반은 서울 지역 스튜디오에서 녹음되었으며, LP 바이닐 포맷으로 1987년 여름 발매되었다.

## 평가
| 전문가 평가             | 전문가 평가 |
| 평가 점수               | 평가 점수   |
| 출처                    | 점수        |
| ----------------------- | ----------- |
| schoolclassical.tistory | ★★★★☆       |
| KrisKim                 | ★★★★☆       |
| ManiaDB                 | ★★★★☆       |

《King Of Rock'N Roll》은 대한민국 헤비 메탈 역사에서 기념비적인 작품으로 평가받는다. A면의 영어 곡들은 해외 시장을 향한 의도를 강하게 드러내며, 당시 국내 밴드로서는 드문 시도로 주목받았다. 특히 〈Up In The Sky〉와 〈The Moon On The Baekdoo Mountain〉은 백두산의 대표곡으로 남았으며, 김도균의 기타 솔로는 이후 세대 기타리스트들에게 영향을 주었다.
한편 B면 수록곡 〈Main Character〉는 검열과 방송 금지 등 제약 속에서도 록 팬들 사이에서 인기를 얻었다. 음반 전체는 음반 수집가들과 마니아 사이에서 컬트적인 명성을 얻었으며, 이후 CD로 재발매되지 않은 희귀 음반으로 평가되기도 한다.

## 곡 목록
| #  | 제목                                 | 작사·작곡      | 재생 시간 |
| -- | ------------------------------------ | -------------- | --------- |
| 1. | 〈The Moon On The Baekdoo Mountain〉 | 김도균         | 4:26      |
| 2. | 〈Up In The Sky〉                    | 김도균, 유현상 | 4:35      |
| 3. | 〈Women Driving Highway〉            | 유현상, 김도균 | 2:58      |
| 4. | 〈Revelation〉 (기악)                | 김도균         | 4:56      |

| #  | 제목                   | 작사·작곡      | 재생 시간 |
| -- | ---------------------- | -------------- | --------- |
| 5. | 〈Main Character〉     | 유현상         | 3:06      |
| 6. | 〈And I Can't Forget〉 | 유현상, 조백희 | 7:04      |
| 7. | 〈Rock'N Roll Dance〉  | 유현상         | 3:18      |
| 8. | 〈Korean Dream〉       | 유현상         | 3:33      |